# Isabela Paquiardi
Isabela da Silveira Paquiardi (nascida em 3 de abril de 1992, em Birigui, no interior de São Paulo) é uma jogadora brasileira de vôlei. Ela tem 1.81m de altura e joga como receptora-atacante.

## Clubes[2]
| Clube                   | De        | Até       |
| ----------------------- | --------- | --------- |
| São Caetano             | 2008-2009 | 2012-2013 |
| Praia Clube             | 2013-2014 | 2014-2015 |
| Rio do Sul              | 2015-2016 | 2015-2016 |
| Sesi-SP                 | 2016-2017 | 2016-2017 |
| Brasília Volei          | 2017-2018 | 2017-2018 |
| Clube Curitibano        | 2018-2019 | 2018-2019 |
| Esporte Clube Pinheiros | 2019-2020 | 2019-2020 |
| Brasília Volei          | 2020-2021 | …         |

## Prêmios
- Campeonato Mundial Sub 18
  - Vencedora: 2009
- Campeonato Mundial Sub 20
  - Finalista: 2011
- Superliga Feminina
  - Melhor atacante: 2019[5]